# Пламен Линков
Пламен Линков е бивш български футболист, нападател на Осъм (Ловеч).
Роден е на 4 септември 1956 г. в Ловеч. Играл е 18 години (1977 – 1995) само за Осъм (Лв) (по-късно преименуван на ЛЕКС, Ловеч и Литекс). В Б група има 541 мача (второ място за всички времена) и 161 гола (рекордьор). Бил е и голмайстор на Б група. В А група има 34 мача и 6 гола. Осминафиналист за купата на страната през 1989 и 1993 г. За националния отбор има 2 мача. Треньор и води деца (род. 2001 г.) в Академия Литекс.